# Lew Szestakow
Lew Lwowicz Szestakow (ros. Лев Львович Шестаков, ur. 15 grudnia?/28 grudnia 1915 w Awdijewce, zm. 13 marca 1944 k. Dawydkowców w obwodzie chmielnickim) – radziecki lotnik wojskowy, pułkownik, Bohater Związku Radzieckiego (1942).
Urodził się w rodzinie rosyjskiego kolejarza, skończył 6 klas i potem szkołę fabryczną, pracował jako ślusarz, w 1932 rozpoczął studia w Dniepropietrowskim Instytucie Inżynierów Transportu Kolejowego. W 1935 ukończył wojskową szkołę pilotów w Woroszyłowgradzie, służył w eskadrze myśliwców w Kijowie, w latach 1937–1938 walczył w Hiszpanii, gdzie wykonał 150 lotów bojowych samolotem I-16 i stoczył 90 walk powietrznych, w których strącił osobiście 8 samolotów frankistów. Po powrocie do kraju dowodził eskadrą myśliwców, od września 1939 do czerwca 1941 był zastępcą dowódcy 69 pułku myśliwców, następnie p.o. dowódcy i od 16 lipca 1941 dowódcą, brał udział w wojnie z Niemcami, m.in. w obronie Odessy. Do września 1941 strącił osobiście 3 i w grupie 8 samolotów wroga, a lotnicy dowodzonego przez niego pułku strącili 94 niemieckie samoloty. Od 20 czerwca 1942 uczestniczył w walkach na Froncie Południowym, m.in. pod Charkowem, Woroneżem i Stalingradem, 10 stycznia 1943 został zestrzelony i ranny w głowę i łopatkę. W sierpniu 1943 został dowódcą 19 myśliwskiego pułku lotniczego – pierwszego pułku lotniczego specjalnego przeznaczenia. Łącznie w wojnie domowej w Hiszpanii i wojnie ZSRR z Niemcami wykonał ponad 600 lotów bojowych i stoczył ponad 130 walk powietrznych, w których strącił osobiście 29 i w grupie 45 samolotów wroga. Zginął w walce w obwodzie chmielnickim. Jego imieniem nazwano kołchoz i szkołę w Dawydkowcach oraz ulicę w Awdijewce.

## Odznaczenia
- Złota Gwiazda Bohatera Związku Radzieckiego (10 lutego 1942)
- Order Lenina (10 lutego 1942)
- Order Czerwonego Sztandaru (dwukrotnie)
- Order Wojny Ojczyźnianej I klasy